# Dekanat gostyński
Dekanat gostyński – jeden z 43 dekanatów archidiecezji poznańskiej. Wydzielony z dekanatu śremskiego dekretem kard. Edmunda Dalbora z 12 marca 1918 roku.  

## Parafie
- pw. św. Michała Archanioła, (Domachowo)
- pw. św. Małgorzaty (Gostyń)
- pw. bł. Edmunda Bojanowskiego (Gostyń)
- pw. Ducha Świętego i Najświętszego Serca Pana Jezusa (Gostyń)
- pw. Najświętszej Maryi Panny Świętogórskiej (Gostyń – Głogówko)
- pw. św. Marcina z Tours, (Stary Gostyń – Gola)
- pw. św. Andrzeja Apostoła, (Kunowo)
- pw. Niepokalanego Serca Maryi (Piaski – Marysin)
- pw. Podwyższenia Krzyża Świętego i św. Marii Magdaleny, (Siemowo)
- pw. św. Marcina z Tours, (Strzelce Wielkie)
- pw. Matki Bożej Pocieszenia, (Szelejewo Drugie)
- pw. Najświętszego Serca Jezusowego, (Zalesie – Koszkowo)

Sąsiednie dekanaty
- borecki
- krobski
- krzywiński
- rydzyński
- śremski
- dekanaty diecezji kaliskiej

## Galeria

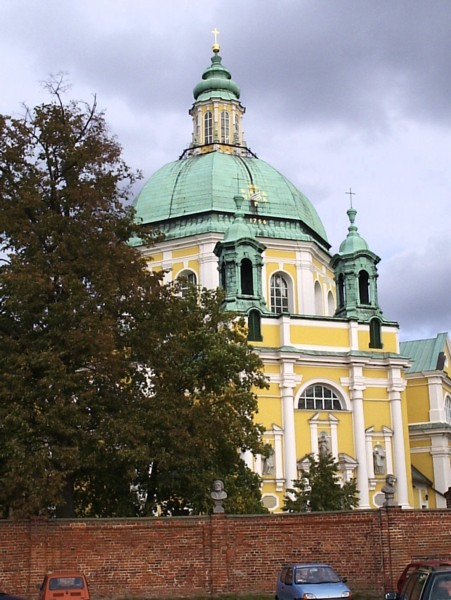
Bazylika świętogórska
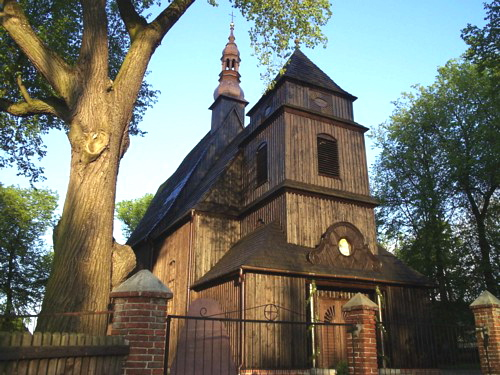
Kościół w Domachowie
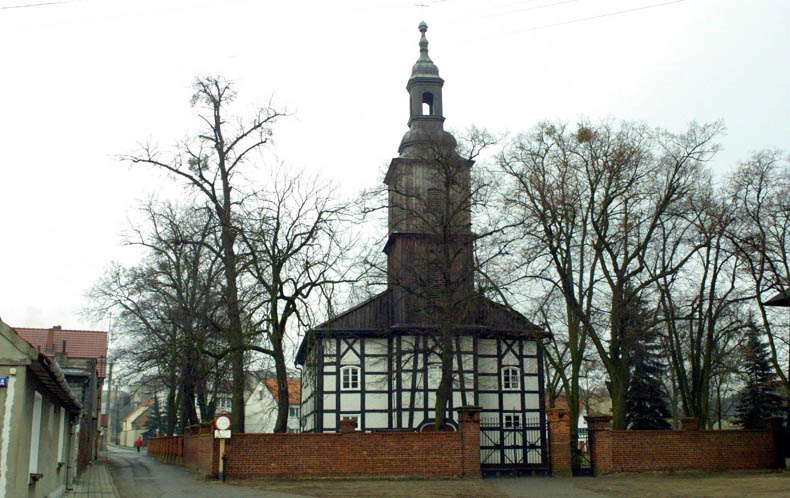
Kościół w Piaskach
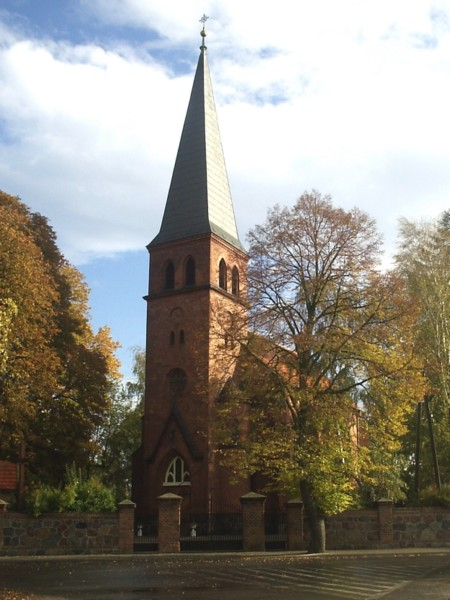
Kościół w Siemowie
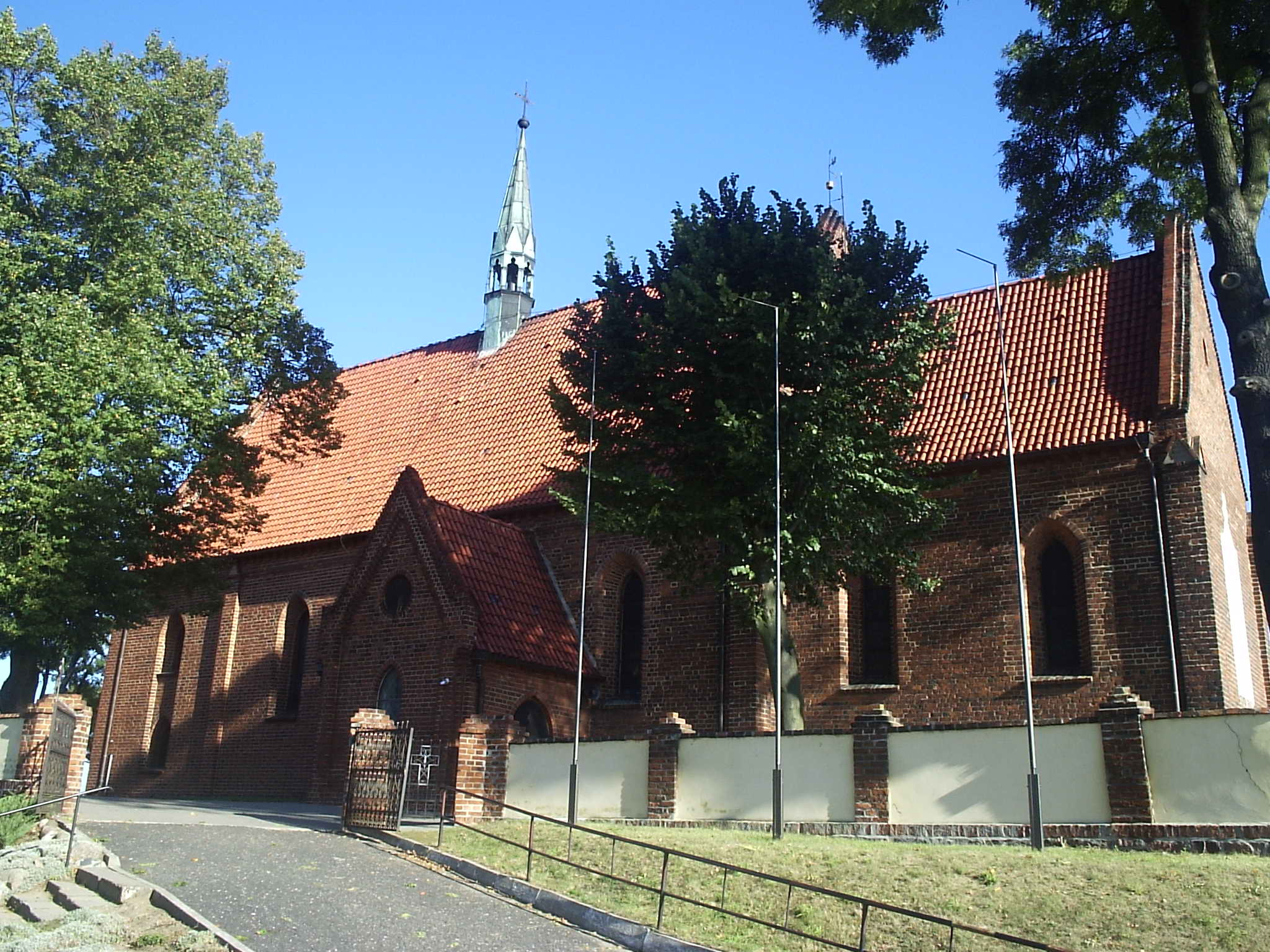
Kościół w Starym Gostyniu
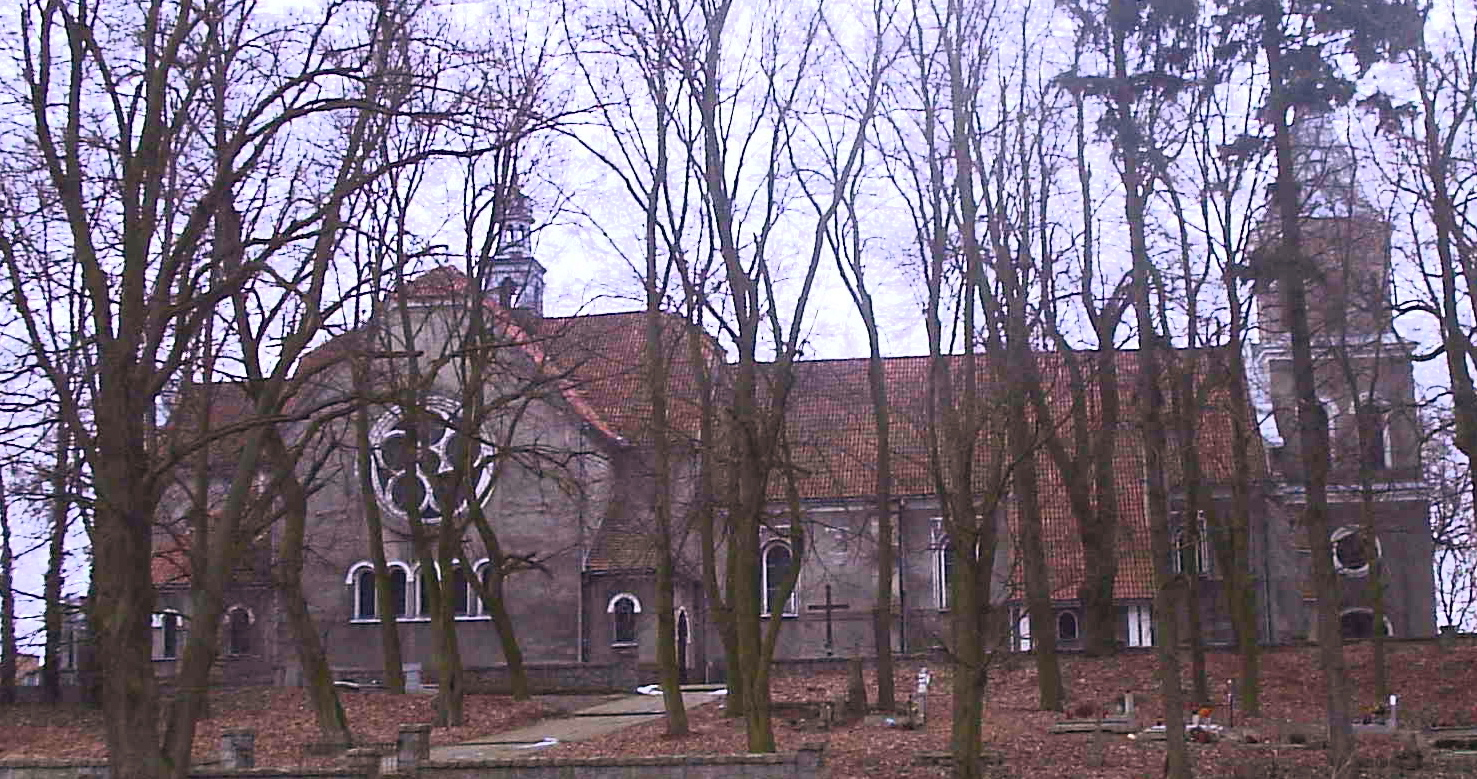
Kościół w Strzelcach Wielkich
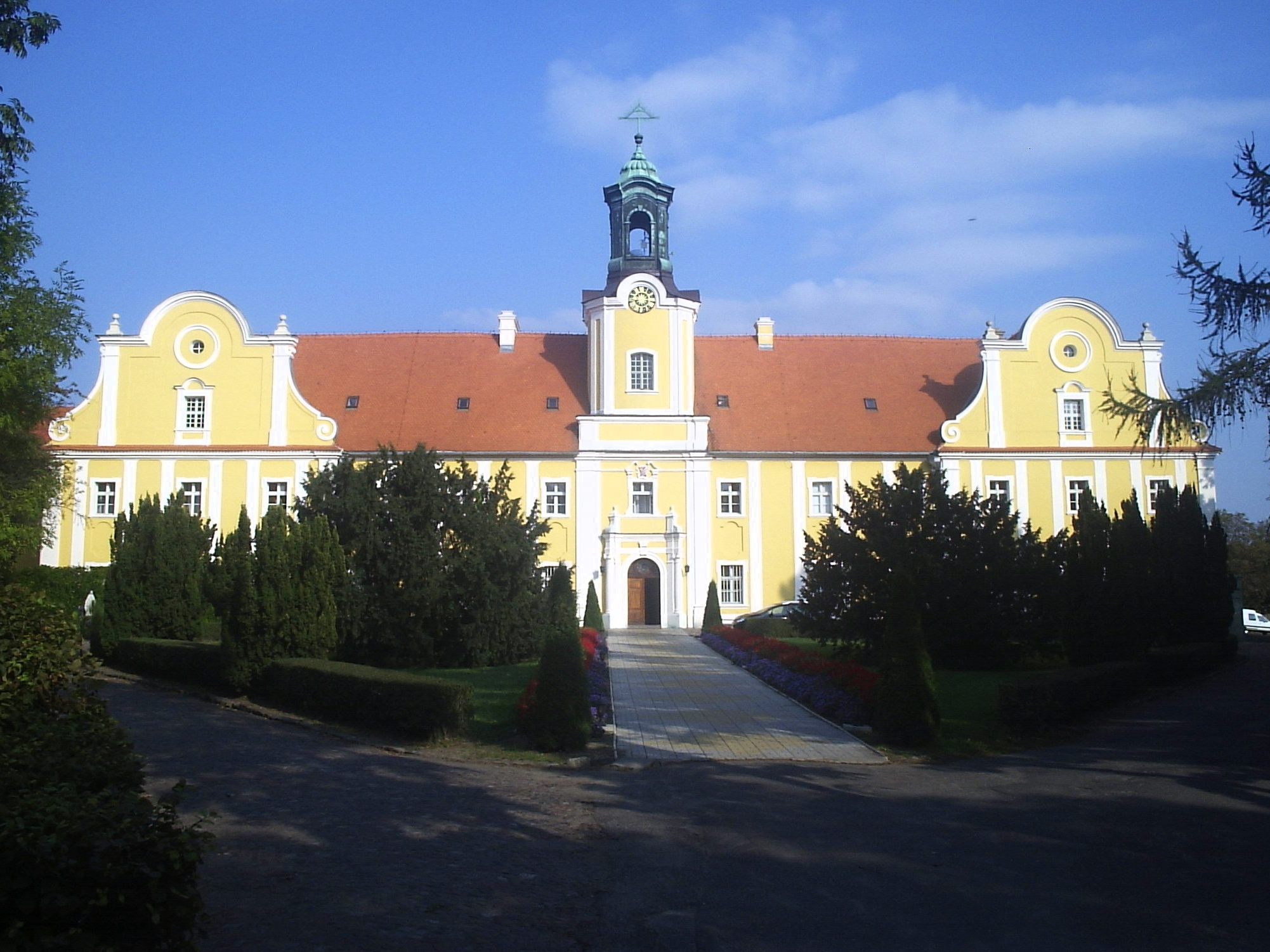
Klasztor filipinów na Świętej Górze